# Anioły Nieba
Anioły Nieba (cz. Vesmírní lidé sil světla) – czeska i słowacka sekta, której korzenie sięgają lat 90. XX wieku; skupiona na postaci Iva A. Bendy. Bazuje na wierze w istnienie cywilizacji pozaziemskich nawiązujących telepatycznie kontakt z Bendą i innymi „pośrednikami” od października 1997, w późniejszym okresie nawet osobiście. Najbardziej znacząca religia UFO w Czechach.
Po masowym samobójstwie członków sekty Heaven’s Gate w 1997 Anioły Nieba przykuły uwagę czeskich mediów jako cechujące się podobną ideologią i możliwością popełnienia podobnych czynów przez wyznawców. Kilkukrotnie temat sekty pojawił się w czeskich i słowackich mediach.

## Historia

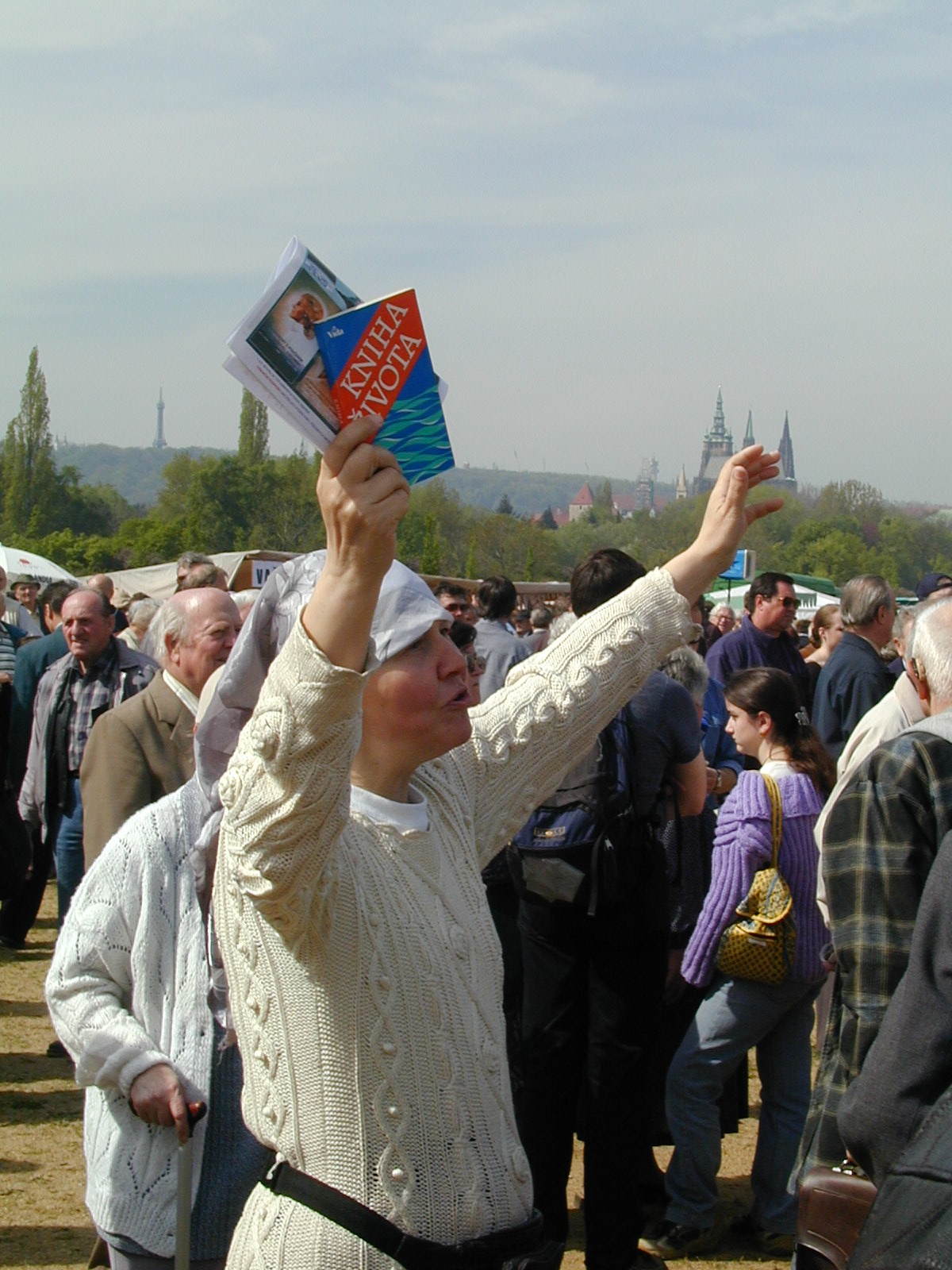
Wyznawca Aniołów Nieba, Praga, Letná, maj 2002

Ivo A. Benda rozpoczął publiczną działalność w środku lat 90. XX wieku. Według niego samego zorganizował ponad 180 wykładów, na które przyszło ponad 12 tys. ludzi. W roku 1997 opublikował książkę Rozhovory s poučením od mých přátel z vesmíru (Rozmowy z pouczeniem od moich przyjaciół z wszechświata). Z początkiem pierwszej dekady XXI wieku rozszerzył działalność na czeskie mass media, pojawił się w TV Nova i w Česká televize. Niektórzy słuchacze wykładów Bendy uznali jego przemowy za perfekcyjną mistyfikację lub żart, psychiatrzy uznali je za urojenia dziwaczne w ramach zaburzeń psychotycznych. Od roku 1998 do 2000 ideologia wyznawców Aniołów Nieba zakrawała o sekciarstwo; głównym założeniem było spodziewanie się nadchodzącej katastrofy w skali kosmicznej i ucieczka na inną planetę. Następnie ideologia skierowała się ku obronie przed pozaziemskimi wrogami, nazwanymi jaszczurami (cz.: ještírci).
W drugiej połowie pierwszej dekady XXI wieku Ivo Benda wraz z sektą stał się znany także na Słowacji. W roku 2007 na słowackim kanale TV JOJ pojawiła się informacja o wysłaniu przez Anioły Nieba instrukcji dla rządu Słowacji (Ministerstwa Obrony Narodowej), dotyczących obrony kraju przed złymi bytami pozaziemskimi. Koperty zawierały także podejrzany materiał, który zwrócił uwagę służb bezpieczeństwa Słowacji. W jednym z budynków Ministerstwa przeprowadzono ewakuację. Prócz tego w kopertach znajdowały się płyty CD z instrukcjami oraz materiały promujące grupę. Ivo Benda tak wypowiedział się w telewizji: „Jeśli zostalibyście zaatakowani przez jaszczuro-ludzi spoza tego świata, Ministerstwo powinno bronić ludzi, czy nie? Czy może wydaje wam się, że jaszczuro-ludzie to przyjaciele?” Rzekome zagrożenie nie zostało potwierdzone.

## Ideologia
Według Bendy pozaziemska cywilizacja dysponuje flotą statków dowodzoną przez Aśtara Szerana, krążącą wokół Ziemi. Bacznie obserwują dobrych ludzi i wspierają ich, do tego czekają, by zabrać swoich zwolenników w inny wymiar. Ideologia wyznawców Aniołów Nieba ma wiele elementów zaczerpniętych z ufologii (według wyznawców niektórzy zagraniczni „pośrednicy” z owymi bytami są także godni zaufania, jednak często po czasie bywają uznawani za fałszywych i podstępnych), chrześcijaństwa (Jezus jako byt o „pozytywnych wibracjach”) oraz teorii spiskowych (złe siły planujące masowe chipowanie ludzi).
Benda oparł swoją ideologię na treściach z wielu książek, jak Angels In Starships (Giorgio Dibitonto), Inside The Spaceships (George Adamski), Zwiastuni świtu (Barbara Marciniak). Zawarł w niej także niektóre elementy filozofii Billy'ego Meiera. Momentami filozofia Bendy i Meiera nie zgadza się; Meier zaprzeczył jakimkolwiek kontaktom z Bendą, stwierdził również, że nie zna jego ruchu.
Członkowie sekty nie ufają nowym technologiom oraz różnym metodom kontroli społecznej. Uznają mass media za narzędzie opresji i manipulacji. Mimo tego Benda często kontaktuje się z dziennikarzami, by jego ideologia dotarła do świadomości ludzi. Wyznawcy sekty mają problemy z piractwem medialnym, jako że zdaniem Bendy jedynymi posiadaczami praw autorskich do materiałów sekty są Anioły Nieba, które owego prawa nie uznają za ważne. Ponadto grupa sprzeciwia się istnieniu pieniędzy.

## Krytyka oraz odniesienia w kulturze
Przeciwnicy sekty uznają Bendę za chorego psychicznie, zaś Anioły Nieba za niebezpieczny kult. Według Zdenka Vojtíška (z antykultowego Society for Studying of Sects and New Religious Movements) ruch zwolenników Aniołów Nieba może być niebezpieczny ze względu na podłoże religijne i podobieństwo niektórych cech do chrześcijaństwa.
W 2000 Benda ogłosił organizację 1. Światowego Sympozjum Miłości w zamku na Hradczanach pod patronatem ówczesnego prezydenta Václava Havla. Biuro prezydenta zaprzeczyło rzekomemu patronatowi. Benda twierdził, że trzy miesiące przed Sympozjum prezydent zadeklarował udział, a potem zmienił zdanie.
Entuzjastyczna promocja ideologii sekty w Internecie (obszerna strona internetowa w jaskrawych kolorach), także i spam, natura ich otrzymanych „wiadomości” oraz próby komentowania każdej dziedziny życia i zawłaszczenia sobie każdego popularnego poglądu (np. „życia w Matrixie”) poskutkowały oddźwiękiem w internecie, obejmującym żarty z grupy, a nawet wizyty na publicznych wykładach Ivy Bendy.
Uwagę internautów przykuły teksty tłumaczone z pomocą translatora Google, uznane przez nich za zabawne. W Polsce ulotki sekty trafiły do Raciborza, Świdnicy, Wrocławia,
Nysy,
Krakowa i Warszawy.